# Abydské hieroglyfy

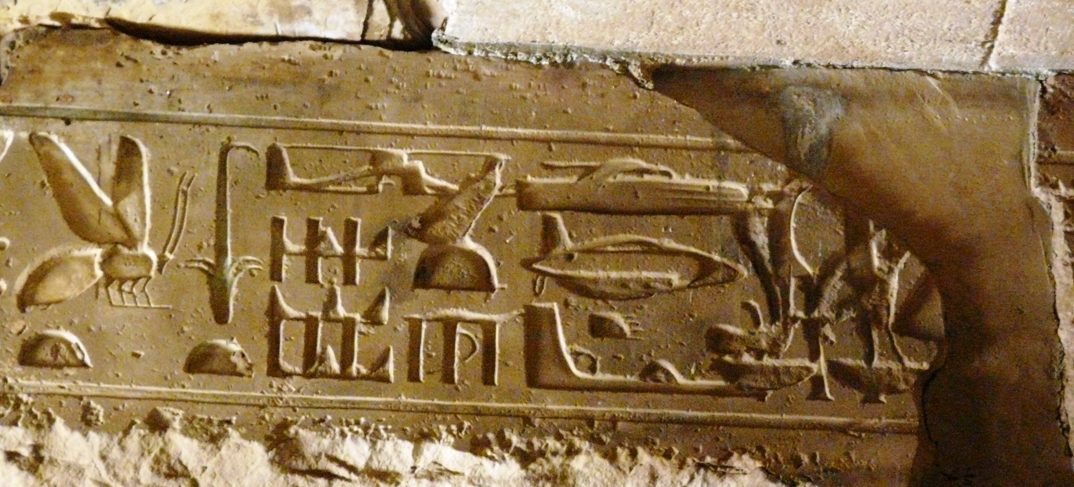
Abydské hieroglyfy

Abydské hieroglyfy jsou egyptské hieroglyfy vytesané v chrámu Sethiho I. v Abydu. Překrytím dvou nápisů z různých období vznikly obrazce, které připomínají moderní technologie.

## Význam nápisů
Původní reliéf byl proveden za vlády Sethiho I. a překládá se jako „Ten, kdo odpuzuje devět (nepřátel Egypta)“.
| G16 | F25 | F31 | S29 | w | S42 | T16 | d · r · D40 | T10 · t · Z2s · Z2s · Z2s | nswt&bity | nb · N17 · N17 · N21 · N21 |

| G16 | F25 | F31 | S29 | w | S42 | T16 | d · r · D40 | T10 · t · Z2s · Z2s · Z2s | nswt&bity | nb · N17 · N17 · N21 · N21 |

| N5 | mn | C10 |

| N5 | mn | C10 |

| N5 | mn | C10 |

| N5 | mn | C10 |

Reliéf byl později zakryt omítkou a za vlády Ramesse II. byl na témže místě vytesán jeho titul „Ten, kdo chrání Egypt a svrhává cizí země“.
| G16 | Aa15 · a · k · I6 · t · O49 | G45 · f · V1 | D40 · N25 · N25 · N25 | nswt&bity | nb · N17 · N17 · N21 · N21 |

| G16 | Aa15 · a · k · I6 · t · O49 | G45 · f · V1 | D40 · N25 · N25 · N25 | nswt&bity | nb · N17 · N17 · N21 · N21 |

| N5 | F12 | C10 | U21 · N5 · n |

| N5 | F12 | C10 | U21 · N5 · n |

| N5 | F12 | C10 | U21 · N5 · n |

| N5 | F12 | C10 | U21 · N5 · n |

Úprava byla možná, protože nápisy byly vybarveny, takže pozadí nebylo viditelné. Z prostorových důvodů musely být nové hieroglyfy provedeny velmi malé. Postupem času se omítka rozpadla, takže oba nápisy zůstaly částečně viditelné a vytvořily palimpsestový efekt překrývajících se hieroglyfů. Stejně jako u všech dat ve starověkém Egyptě jsou skutečná data Sethiho vlády nejasná a historici nedošli k shodě, přičemž nejčastěji používaná jsou 1294 př. n. l. až 1279 př. n. l. a 1290 př. n. l. až 1279 př. n. l.

## Paleoastronautická hypotéza
V roce 1990 navštívila skupina zastánců paleoastronautiky (Ancient Astronaut Society) zádušní chrám Sethiho I. v Abydu a uprostřed síně zjevení objevila na architrávu nápis se zvláštními hieroglyfy. Hieroglyfy na první pohled připomínají moderní vozidla.
V rámci paleoastronautických hypotéz jsou hieroglyfy interpretovány jako vrtulník, tank nebo dělový člun a ponorka. 

## Egyptologické vysvětlení
Toto tvrzení však egyptologové odmítají a vysvětlují, jak tento výtvor vznikl retušováním starších reliéfů.

### Vrtulník
Obraz vznikl z původního hieroglyfu pro luk a pozdějších hieroglyfů bijící paže a kombinace znaků křepelčích kuřat s paží:
| T10 | + | D40 | + | G45 |

### Tank
Obraz vznikl z původního hieroglyfu pro ruku a pozdějšího hieroglyfu pro polovinu:
| d | + | Aa15 |

### Ponorka
Obraz vznikl z původního z hieroglyfu pro ústa a pozdějších hieroglyfů představujících paži a koš:
| r | + | a | + | k |